# Vega de San Mateo
Vega de San Mateo è un comune spagnolo di 6 979 abitanti situato nella comunità autonoma delle Canarie.